# Любовь (фильм, 1927)
«Любовь» (англ. Love) — немой чёрно-белый фильм 1927 года по мотивам знаменитого романа Льва Николаевича Толстого «Анна Каренина».

## Сюжет
Анна замужем за русским дворянином Алексеем Карениным. Она влюбляется в молодого офицера Вронского, бросает мужа и уходит к любовнику, за что Каренин лишает её прав на ребёнка. В итоге Анна осознаёт тщетность своего бытия. В отличие от оригинального текста Толстого, здесь Анна просто исчезает из жизни Вронского на какой-то период. И только несколько лет спустя, увидев в газете заметку про бойкого курсанта Каренина, победившего на скачках, граф Вронский на встрече с этим курсантом  встретится с его матерью Анной.

## Интересные факты
- У фильма существует два разных финала — альтернативная счастливая развязка о воссоединении Анны и Вронского после смерти Каренина, предусмотренная MGM для проката в США, и традиционная трагическая, для проката в Европе.
- Первоначально планировалось назвать картину так же, как роман-первоисточник, но затем название было изменёно на текущее, чтобы на афишах значилось Greta Garbo and John Gilbert in Love (игра слов — Грета Гарбо и Джон Гилберт влюблены или, если переводить буквально, Грета Гарбо и Джон Гилберт в фильме «Любовь»).

## В ролях
- Грета Гарбо — Анна Аркадьевна Каренина (Облонская)
- Джон Гилберт — Алексей Кириллович Вронский, граф, полковник
- Брэндон Хёрст — Алексей Александрович Каренин, муж Анны
- Филипп де Ласи — Серёжа, сын Анны Аркадьевны и Алексея Александровича Карениных